# Matija Ban
Matija Ban (Raguza, 1818. december 18. – Belgrád, 1903. március 14.) szerb író.

## Élete
Mint fiatalember Török- és Görögországban kalandozott, 1844-ben letelepedett Belgrádban mint olasz és francia nyelvtanár. Beutazta Montenegrót, 1848-ban a belgrádi felsőbb iskolában tanár lett, de állását egy költemény miatt, melyet a krími háború alkalmából a szultán dicséretére írt, elvesztette. Ezután fölváltva Belgrád melletti jószágán és Raguzában élt. Munkái: Il terremoto di Ragusa; Fingal; Radimiro; II Moscovita stb. című olasz drámák; továbbá szerb nyelven a Mejrima című szomorújáték, Dobroslav ili Osveta című dráma és Različne pěsne (költemények). Ban szerb nyelven a legjobb drámaköltő.